# Биново
Биново (пол. Bynowo, нім. Bienau) — село в Польщі, у гміні Міломлин Острудського повіту Вармінсько-Мазурського воєводства.
Населення — 296 осіб (2011).

## Демографія
Демографічна структура станом на 31 березня 2011 року:
|          | Загалом | Допрацездатний вік | Працездатний вік | Постпрацездатний вік |
| -------- | ------- | ------------------ | ---------------- | -------------------- |
| Чоловіки | 149     | 32                 | 108              | 9                    |
| Жінки    | 147     | 36                 | 84               | 27                   |
| Разом    | 296     | 68                 | 192              | 36                   |